# George Baillie-Hamilton-Arden, XI conte di Haddington
George Baillie-Hamilton-Arden, XI conte di Haddington (26 luglio 1827 – 11 giugno 1917), è stato un nobile scozzese.

## Biografia
Nato George Baillie-Hamilton, era il figlio di George Baillie-Hamilton, X conte di Haddington, e di sua moglie, Georgina Markham. Il 31 dicembre 1858 cambiò legalmente il suo nome.

## Carriera
Lord Haddington era stato un deputato (1874-1917). È stato alto sceriffo del Cheshire nel 1871 e Lord luogotenente di East Lothian nel 1874. È stato colonnello onorario del Lothians and Border Horse e un ufficiale nella Royal Company of Archers.
È stato aiutante di campo della regina Vittoria.

## Matrimonio
Sposò, il 17 ottobre 1854, Helen Katharine Warrender, figlia di John Warrend. Ebbero sette figli:
- Lady Ruth Baillie-Hamilton (4 settembre 1855-27 gennaio 1941);
- George Baillie-Hamilton, Lord Binning (24 dicembre 1856-12 gennaio 1917), sposò Katharine Augusta Millicent Salting, ebbero tre figli;
- Richard Baillie-Hamilton (28 agosto 1858-12 agosto 1881);
- Isabel Baillie-Hamilton (17 novembre 1859);
- Lady Grisell Baillie-Hamilton (23 aprile 1861-27 aprile 1957);
- Henry Robert Baillie-Hamilton-Arden (4 ottobre 1862-14 marzo 1949);
- Lady Cecely Baillie-Hamilton (13 luglio 1868-24 ottobre 1950).

## Morte
Morì l'11 giugno 1917 e gli successe il nipote, George.

## Ascendenza
|                                                          |                                          |                                   | Genitori                          |  |  | Nonni |  |  | Bisnonni          |  |  | Trisnonni                          |  |
|                                                          |                                          |                                   |                                   |  |  |       |  |  | 8. George Baillie |  |  | 16. Charles Hamilton, Lord Binning |  |
|                                                          |                                          |                                   |                                   |  |  |       |  |  | 8. George Baillie |  |  | 16. Charles Hamilton, Lord Binning |  |
|                                                          |                                          | 17. Rachel Baillie                |                                   |  |  |       |  |  | 8. George Baillie |  |  |                                    |  |
| 4. George Baillie                                        |                                          |                                   |                                   |  |  |       |  |  | 8. George Baillie |  |  |                                    |  |
|                                                          |                                          | 9. Eliza Andrews                  | 18. John Andrews                  |  |  |       |  |  |                   |  |  |                                    |  |
|                                                          |                                          | 9. Eliza Andrews                  | 18. John Andrews                  |  |  |       |  |  |                   |  |  |                                    |  |
|                                                          |                                          | 9. Eliza Andrews                  | …                                 |  |  |       |  |  |                   |  |  |                                    |  |
| 2. George Baillie-Hamilton, X conte di Haddington        |                                          | 9. Eliza Andrews                  |                                   |  |  |       |  |  |                   |  |  |                                    |  |
|                                                          |                                          | 10. James Pringle, IV baronetto   | 20. Robert Pringle, III baronetto |  |  |       |  |  |                   |  |  |                                    |  |
|                                                          |                                          | 10. James Pringle, IV baronetto   | 20. Robert Pringle, III baronetto |  |  |       |  |  |                   |  |  |                                    |  |
|                                                          |                                          | 10. James Pringle, IV baronetto   | 21. Katherine Pringle             |  |  |       |  |  |                   |  |  |                                    |  |
| 5. Mary Pringle                                          |                                          | 10. James Pringle, IV baronetto   |                                   |  |  |       |  |  |                   |  |  |                                    |  |
|                                                          |                                          | 11. Elizabeth Macleod             | 22. Norman MacLeod                |  |  |       |  |  |                   |  |  |                                    |  |
|                                                          |                                          | 11. Elizabeth Macleod             | 22. Norman MacLeod                |  |  |       |  |  |                   |  |  |                                    |  |
|                                                          |                                          | 11. Elizabeth Macleod             | 23. Anne Martin                   |  |  |       |  |  |                   |  |  |                                    |  |
| 1. George Baillie-Hamilton-Arden, XI conte di Haddington |                                          | 11. Elizabeth Macleod             |                                   |  |  |       |  |  |                   |  |  |                                    |  |
|                                                          | 12. William Markham, arcivescovo di York | 24. William Markham               |                                   |  |  |       |  |  |                   |  |  |                                    |  |
|                                                          | 12. William Markham, arcivescovo di York | 24. William Markham               |                                   |  |  |       |  |  |                   |  |  |                                    |  |
|                                                          | 12. William Markham, arcivescovo di York | 25. Elizabeth Markham             |                                   |  |  |       |  |  |                   |  |  |                                    |  |
| 6. Robert Markham                                        | 12. William Markham, arcivescovo di York |                                   |                                   |  |  |       |  |  |                   |  |  |                                    |  |
|                                                          |                                          | 13. Sarah Goddard                 | 26. John Goddard                  |  |  |       |  |  |                   |  |  |                                    |  |
|                                                          |                                          | 13. Sarah Goddard                 | 26. John Goddard                  |  |  |       |  |  |                   |  |  |                                    |  |
|                                                          |                                          | 13. Sarah Goddard                 | …                                 |  |  |       |  |  |                   |  |  |                                    |  |
| 3. Georgina Markham                                      |                                          | 13. Sarah Goddard                 |                                   |  |  |       |  |  |                   |  |  |                                    |  |
|                                                          |                                          | 14. Gervase Clifton, VI baronetto | 28. Robert Clifton, V baronetto   |  |  |       |  |  |                   |  |  |                                    |  |
|                                                          |                                          | 14. Gervase Clifton, VI baronetto | 28. Robert Clifton, V baronetto   |  |  |       |  |  |                   |  |  |                                    |  |
|                                                          |                                          | 14. Gervase Clifton, VI baronetto | 29. Hannah Lombe                  |  |  |       |  |  |                   |  |  |                                    |  |
| 7. Frances Egerton Clifton                               |                                          | 14. Gervase Clifton, VI baronetto |                                   |  |  |       |  |  |                   |  |  |                                    |  |
|                                                          |                                          | 15. Frances Egerton Lloyd         | 30. Richard Lloyd                 |  |  |       |  |  |                   |  |  |                                    |  |
|                                                          |                                          | 15. Frances Egerton Lloyd         | 30. Richard Lloyd                 |  |  |       |  |  |                   |  |  |                                    |  |
|                                                          |                                          | 15. Frances Egerton Lloyd         | …                                 |  |  |       |  |  |                   |  |  |                                    |  |
|                                                          |                                          | 15. Frances Egerton Lloyd         |                                   |  |  |       |  |  |                   |  |  |                                    |  |